# Protomycena
Protomycena es un género extinto monotípico de hongo de la familia Mycenaceae, orden Agaricales, en la actualidad contiene la única especie Protomycena electra, es uno de los cuatro hongos conocidos en el registro fósil, fue descubierto en un trozo de ámbar que se encontró en la República Dominicana en La Española y data de principios del Mioceno.